# Helge Rasmussen
Helge Rasmussen (30. juli 1921 – 9. januar 1994) var en dansk professionel bokser i fjer- og letvægt. 
Som amatør vandt Helge Rasmussen det danske mesterskab i fjervægt tre gange (1941, 1943 og 1945). 
Han debuterede som professionel bokser ved det første professionelle boksestævne i Danmark efter 2. verdenskrig, da dan den 4. januar 1946 i København besejrede finnen Viljo Salminen på point efter 6 omgange. Helge Rasmussen opnåede en lang række sejre i sin professionelle karriere, men de fleste af modstanderne var forholdsvis svage boksere med beskeden rutine og få sejre bag sig. Helge Rasmussen besejrede dog den noget mindre belgier Joe Cornelis, der kort efter kampen vandt det belgiske mesterskab i bantamvægt. 
Helge Rasmussen opnåede 22 professionelle kampe (19 sejre (5 før tid) og 3 nederlag) inden han i 1948 opgav karrieren.